# 博基姆
11°08′49″S 37°37′15″W / 11.14694°S 37.62083°W
博基姆（葡萄牙語：Boquim），是巴西的城鎮，位於該國東北部，由塞爾希培州負責管轄，始建於1857年2月20日，面積215平方公里，海拔高度164米，2013年人口26,529，人口密度每平方公里123.64人。